# Maia Sandu
Maia Sandu (Făliștu, 24 de maig de 1972) és una política i economista moldava, presidenta de la República de Moldàvia des de 2020, fou primera ministra de Moldàvia des de juny fins a novembre de 2019, moment en el qual el seu govern va ser destituït per una moció de censura. Anteriorment va exercir com a ministra d'Educació de la República de Moldàvia de 2012 fins a 2015.

## Biografia
Maia Sandu va néixer el 24 de maig de 1972 a Risipeni, districte de Falești, a la República Socialista Soviètica de Moldàvia. De 1989 a 1994, es va especialitzar en administració en l'Acadèmia d'Estudis Econòmics de Moldàvia. Del 1995 al 1998, es va especialitzar en relacions internacionals a l'Acadèmia d'Administració Pública de Moldàvia a Chișinău. L'any 2010 es va graduar a l'Escola de Govern John F. Kennedy de la Universitat Harvard. De 2010 a 2012, va treballar com a assessora del Director Executiu del Banc Mundial a Washington DC.

### Ministra d'Educació
De 2012 a 2015 va ser ministra d'Educació de Moldàvia en successius governs del Partit Liberal Democràtic de Moldàvia (PLDM). El 7 de setembre de 2014, en un míting del PLDM va dir que s'havia afiliat al partit (juntament amb Natalia Gherman). No obstant això, en un programa de televisió de maig de 2015, va dir: «He decidit unir-me a aquest partit perquè m'ha donat suport en totes les reformes que hem implementat en el camp de l'educació. No necessàriament he formalitzat la meva relació amb l'equip, sóc part del partit, però oficialment, en el paper, no sóc membre del PLDM".
Després de la dimissió del primer ministre Chiril Gaburici al juny de 2015, Natalia Gherman va formar un govern que va negociar la formació de l'Aliança per a la Integració Europea III. El 23 de juliol de 2015, Maia Sandu va ser proposada candidata del PLDM per al càrrec de primer ministre de Moldàvia. Sandu va posar diverses condicions per acceptar el càrrec establir, entre les quals el nomenament com a governadora del Cap del Banc Nacional de Veronica Bacalu, antiga col·lega seva en el Banc Mundial. A causa de les seves condicions, els altres dos membres de l'Aliança (PDM i PL) van retirar-li el suport. Finalment, va ser proposada Valeriu Streleț en lloc de Sandu i va aconseguir el consens dins de l'aliança.
Després de la investidura del govern de Streleţ, Sandu va afirmar en un programa de televisió que se li va oferir l'oportunitat de triar una cartera entre dos ministeris, però s'hi va negar perquè no hauria tingut el suport de l'Aliança.

### Partit d'Acció i Solidaritat
El 23 de desembre de 2015, va llançar la seva pròpia plataforma, que posteriorment es convertiria en un partit, titulat În/pas/cu Maia Sandu. A principis de gener de 2016, es va saber que el nom del futur partit seria Partit d'Acció i Solidaritat.
En el mateix programa de televisió, el 1r de febrer de 2016, Maia Sandu va dir que «si es fes un referèndum per la unió [de la República de Moldàvia i Romania), personalment votaria "sí"».

### Eleccions presidencials de 2016
El 31 d'agost de 2016, Maia Sandu va ser nomenada oficialment candidata per al càrrec de President de Moldàvia pel Consell Polític Nacional, i el mateix dia es va crear el grup iniciativa de recollida de signatures, que comptava amb 99 persones, liderades per Igor Grosu. El 2 de setembre, la Comissió Electoral Central va registrar el grup d'iniciativa.
El 22 de setembre, es van enviar a CEC 24832 signatures a l'en suport de la candidata a PAS Maia Sandu (el nombre mínim admissible sent 15 mil i el màxim 25 mil). El 29 de setembre, Maia Sandu va ser registrada com un competidor electoral, atès que es van declarar vàlides 22181 signatures.
A l'octubre, Maia Sandu va ser nomenada candidata conjunta per al dret proeuropeu i antioligàrquic en les eleccions presidencials en la República de Moldàvia.
En una plataforma pro europeista va presenntar-se a les eleccions presidencials de Moldàvia de 2016 que van tenir lloc el 30 d'octubre i en la qual van participar 9 candidats, Maia Sandu va aconseguir acumular 549.152 vots, la qual cosa representava el 38,71 %, sent superada només per Igor Dodon, qui va aconseguir acumular 47,98 % dels vots. Atès que el requisit de 50 % + 1 vot no es va complir, es va decidir dur a terme la segona volta el 13 de novembre de 2016. En la segona volta, van ser admesos Maia Sandu i Igor Dodon. En la segona volta, Maia Sandu també va ocupar el segon lloc, aquesta vegada amb 766.593 vots, la qual cosa va representar el 47,89 %, mentre que Igor Dodon va acumular 834.081 vots o el 52,11 %.

### Primera ministra de Moldàvia
Com a resultat de les eleccions legislatives de Moldàvia de 2019, el 8 de juny Maia Sandu va ser escollida Primera ministra de Moldàvia amb una coalició de Plataforma Dignitat i Veritat (PPDA), Partit d'Acció i Solidaritat (PAS) i Partit dels Socialistes de la República de Moldàvia (PSRM). El Partit Democràtic de Moldàvia (PDM) elevar una petició al Tribunal Suprem, al·legant que el govern no s'havia format a temps, doncs el termini acabava el 7 de juny, concloent que s'havien de celebrar eleccions anticipades. L'endemà, el Tribunal va suspendre el president de Moldàvia Igor Dodon per no haver dissolt el parlament, i va nomenar l'ex primer ministre Pavel Filip del PDM com a president en funcions, que va emetre immediatament un decret de dissolució del parlament, que el nou govern va considerar il·legal i el 15 de juny de 2019, el Tribunal Constitucional va revisar i declarar constitucionalment creat el Gabinet de Sandu.
Sandu fou destituïda en una moció de censura el 12 de novembre d'aquell mateix any per l'esborrany de llei assumit pel govern per delegar una part de les seves competències plenàries al primer ministre per proposar una "llista curta" amb els candidats al càrrec de fiscal general. El seu govern fou substituït per un govern de coalició entre PSRM i PDM encapçalat per Ion Chicu, del PDM.

### Presidenta de Moldàvia
En les eleccions presidencials de Moldàvia de 2020 esdevé la candidata més votada en la segona volta contra el president sortint Igor Dodon, amb al voltant del 57% dels vots, i esdevé així presidenta electa i primera dona president de la República de Moldàvia. El 10 de desembre Igor Grosu la va rellevar com a president del partit.
Ion Chicu va dimitir el 23 de desembre de 2020 enmig de les protestes que reclamaven eleccions parlamentàries anticipades i va ser substituït per Aureliu Ciocoi el 31 de desembre de 2020. Després de l'expiració del termini constitucional i dos intents fallits d'obtenir l'aprovació parlamentària dels gabinets proposats, el Tribunal Constitucional va decidir el 15 d'abril que es donaven les circumstàncies que justificaven la dissolució del Parlament i la presidenta Maia Sandu va signar el decret de dissolució del Parlament el 28 d'abril convocant eleccions parlamentàries anticipades, que va guanyar el Partit d'Acció i Solidaritat (PAS) de Sandu per majoria absoluta, escollint Natalia Gavrilița com a primera ministra.
Gavrilița va dimitir el 10 de febrer de 2023 després de no aconseguir que es promulgués el seu paquet de reformes, i Sandu va nomenar Dorin Recean, també del PAS, i que va continuar perseguint l'adhesió de Moldàvia a la Unió Europea. Al juny de 2023, Moldàvia va rebre l'estatus d'candidat a la membre de la Unió Europea, juntament amb Ucraïna.
En les eleccions presidencials de Moldàvia de 2024 Sandu va obtenir el 42% dels vots en primera volta, i va accedir a la segona volta electoral contra Alexandr Stoianoglo del Partit dels Socialistes de la República de Moldàvia, i fou reelegida amb el 55,03% dels vots.

## Controvèrsies
Les declaracions Sandu, sobre Ion Antonescu que és "una figura històrica de la qual se'n pot parlar tan bé com malament" van ser severament criticades per la Comunitat Jueva de Moldàvia (CERM) "atès que no hi ha sancions prescrites en la llei de Moldàvia per la negació de l'Holocaust i la glorificació del feixisme, desafortunadament, alguns líders polítics poden no ser responsabilitzats i segueixen acumulant capital polític, distorsionant els fets històrics i alimentant l'odi i la desunió"
Segons l'informe de la comissió parlamentària de recerca que investiga la suposada interferència de la Open Dialogue Foundation i Ludmila Kozlovska en els assumptes interns de Moldàvia, "PAS i PPDA i els seus líders es van beneficiar de fons il·legals de la Open Dialogue Foundation i no van informar aquests fons apropiadament". Les conclusions de la recerca de la Comissió van revelar que la Fundació Open Dialog va ser finançada extraoficialment per rentat de diners, conegut com a "Landromat", dels mil milions robats del sector bancari de la República de Moldàvia.
En una entrevista per a Europa Liberă eurodiputat romanès Andi-Lucian Cristea va dir: "Pot ser que sigui necessari investigar a Brussel·les pel que fa a la transparència del finançament de la Fundació, així com la correcta inscripció de les activitats de pressió en el registre públic".